# Пелам (Алабама)
Пелам (енгл. Pelham) град је у америчкој савезној држави Алабама. По попису становништва из 2010. у њему је живело 21.352 становника.

## Демографија
Према попису становништва из 2010. у граду је живело 21.352 становника, што је 6.983 (48,6%) становника више него 2000. године.
| Група             | 2000.          | 2010.          |
| Белци             | 12.473 (86,8%) | 15.776 (73,9%) |
| Афроамериканци    | 571 (4,0%)     | 1.598 (7,5%)   |
| Азијати           | 241 (1,7%)     | 516 (2,4%)     |
| Хиспаноамериканци | 923 (6,4%)     | 3.174 (14,9%)  |
| Укупно            | 14.369         | 21.352         |